# Teta Magda ali Vsi smo ustvarjalci
Teta Magda ali Vsi smo ustvarjalci je sodoben mladinski realistični roman. Avtorica knjige je Svetlana Makarovič, izšla pa je leta 1999 pri Mladinski knjigi.

## Kratka obnova
Zgodba govori o gospe Magdi in njeni nečakinji, ki pride k njej živet po smrti svojih staršev. Avtorica v zgodbi opisuje njuno pestro življenje in nevsakdanje dogodke iz življenja gospe Magde. Tako bralci zvemo o Magdinem reševanju mladega pijanca, o 'zapuščenem' dojenčku, ki ga teta Magda hoče posvojiti, o psu Snežku, ki je kot po naklučju na las podoben sosedinemu izginulemu psu. Knjiga se konča z odhodom nečakinje v internat, ko obnašanje tete Magde naredi njuno slovo nekoliko bolj dramatično, kot bi bilo potrebno.

## Analiza
Teta Magda ali vsi smo ustvarjalci je sodoben mladinski realistični roman, kar se kaže v tem, da je zgodba postavljena v sodoben čas. Napisana je za mladino in vsebuje le elemente iz realnega življenja. Kraj dogajanja ni točno določen, večinoma pa dogajanje poteka v hiši tete Magde oz. njeni okolici. Avtorica piše o pestrem življenju tete Magde, ki vedno pripoveduje o nenavadnih stvareh, ki jih je doživela. Bralec lahko opazi, da se teta Magda v svojih pripovedovanjih velikokrat povsem zaplete, zato je bralec velikokrat v dvomu ali so pripovedi tete Magde resnične ali ne. Zanimiva pa je tudi uvodna beseda Svetlane Makarovič, ko pisateljica piše o 'zlonamernem naključju pri podobnosti kogarkoli s komerkoli'. Zato se lahko bralec pravzaprav že od začetka sprašuje, ali je avtoričina zgodba vsaj delno biografska ali ne.

## Književne osebe
Glavna književna oseba je Teta Magda, ki je posebna ženska dobrega srca, a se zelo trudi, da bi to skrila pred svojo nečakinjo in svojimi prijatelji. Je drugačna in nekonvecionalna.
Stranske književne osebe pa so Magdina nečakinja, opravljiva soseda gospodična Pavlina, gospa Vera, gospa Merjaščeva, gospa Kunčeva, gospod Poglajen in njegov nečak Frk ali drugače imenovan tudi Fič, Pokora ali Huligansko seme.